# ديف ميدير الثالث
ديف ميدير الثالث (بالإنجليزية: Dave Mader III)‏ هو سائق سباق أمريكي، ولد في 30 يونيو 1955 في Maylene, Alabama ‏ في الولايات المتحدة.

## وصلات خارجية
- الموقع الرسمي
- ديف ميدير الثالث على موقع Racing-Reference.info (الإنجليزية)